# Aireacht
El Aireacht o Ministerio fue el gabinete de gobierno entre 1919 y 1922 de la República de Irlanda. El gabinete fue establecido por la Constitución adoptada por el Primer Dáil en 1919. La constitución preveía un gabinete compuesto por un jefe de Gobierno, conocido por Príomh Aire o "Presidente de Dáil Éireann" y otros cuatro ministros. La República Irlandesa modeló un sistema parlamentario de gobierno en el que el gabinete era nombrado por y respondía al Dáil Éireann. Según la constitución, el presidente era elegido por el Dáil, mientras que los ministros restantes eran nombrados por el presidente y entonces ratificados por el Dáil. El Dáil tenía la facultad para despedir o desestimar tanto al Aireacht como a los ministros en su totalidad o individualmente pasando una resolución. Los ministros también podían ser destituidos por el presidente.
Se introdujeron cambios al sistema del Aireacht después de 1919. El número de ministros aumentó y a partir de 1921 el Jefe del ministerio fue nombrado Presidente de la República. Por un breve periodo los miembros del gabinete presidencial fueron conocidos por "Secretarios de Estado" más que por ministros. A partir de 1922, con Arthur Griffith al frente del Dáil Éireann, los miembros del gabinete fueron nuevamente denominados ministros y Griffith adoptó la práctica de llamarse a sí mismo "Presidente del Dáil Éireann", aunque su título oficial continuó siendo Presidente de la República.
Durante gran parte de 1922, el Aireacht gobernó paralelamente con el Gobierno provisional de Irlanda del Sur, una administración establecida según el Tratado Anglo-Irlandés. Esta situación anormal terminó en agosto de 1922 cuando los miembros de ambas administraciones se fusionaron en el Segundo gobierno provisional. En diciembre de 1922, cuando el Estado Libre Irlandés entró en vigor, tanto el Aireacht como el gobierno provisional fueron abolidos y sustituidos por el Consejo Ejecutivo del Estado Libre Irlandés.

## Lista de Gabinetes
| Presidente de Dáil Éireann                                    |  |                                     |                      |                        |                         |          |
|                                                               |  | Cathal Brugha (1874-1922)           | 21 de enero de 1919  | 1 de abril de 1919     | Sinn Féin               | 1 1918   |
|                                                               |  | Éamon de Valera (1882-1975)         | 1 de abril de 1919   | 9 de enero de 1922     | Sinn Féin               | 2.º 1921 |
|                                                               |  | Arthur Griffith (1872-1922)         | 10 de enero de 1922  | 12 de agosto de 1922   | Sinn Féin (pro Tratado) | -        |
| Presidente del Gobierno Provisional del Estado Libre Irlandés |  |                                     |                      |                        |                         |          |
|                                                               |  | Michael Collins (1890-1922)         | 16 de enero de 1922  | 22 de agosto de 1922   | Sinn Féin (pro Tratado) | 3.º 1922 |
|                                                               |  | William Thomas Cosgrave (1880-1965) | 22 de agosto de 1922 | 6 de diciembre de 1922 | Sinn Féin (pro Tratado) | 3.º -    |